# Manoir de la Motte (Saint-Pierre-des-Ifs)
Le manoir de la Motte est un édifice situé à Saint-Pierre-des-Ifs, en France.

## Localisation
Le monument est situé dans le département français du Calvados, à Saint-Pierre-des-Ifs, lieudit le Manoir, dans l'ancienne commune de La Motte-en-Auge. La Motte-en-Auge était une commune autonome jusqu'en 1841, année durant laquelle elle fut rattachée à Saint-Pierre-des-Ifs.

## Historique
La seigneurie de la Motte appartenait à l'abbaye de Sainte-Barbe-en-Auge au XIIe siècle mais des membres de la famille Bréard ont le titre de seigneurs du lieu au XVIIe siècle,. Toutefois, il est très vraisemblable que ces seigneurs n'aient jamais habité au manoir, qui était une possession seigneuriale détenue d'un suzerain mais aussi exploitation agricole avec des bâtiments utilitaires et des terres.

## Architecture
Le manoir présente des similitudes avec celui de Saint-Gilles-de-Livet qui date également de la fin du XVe siècle : Ces deux constructions à pan de bois ont en commun un étage en encorbellement sur sommiers, une galerie, deux cheminées adossées l'une à l'autre et des motifs semblables sculptés sur les poteaux des façades principales. Ces motifs sont caractéristiques de la fin du XVe siècle ou du début du siècle suivant.

### Le logis
Le logis est orienté est-ouest. Il est composé d'un rez-de-chaussée et d'un étage surmonté par un comble dont le toit à deux pans est couvert de tuiles plates. La structure, qui repose sur un soubassement de moellons, comporte un encorbellement sur sommiers et un colombage en grille,

#### La façade principale
Elle est tournée vers l'est. Sur chaque niveau les poteaux délimitent cinq travées où l'unique porte est décentrée et les fenêtres dissymétriques. Une entretoise moulurée sépare la sablière de plancher de l'étage, de la sablière de chambrée. À l'intérieur les deux cheminées adossées qui desservent rez-de-chaussée et étage confirment l'appartenance de cette maison au type de logis simple à deux pièces par niveau de la fin du XVe siècle.
L'étage est éclairé par trois fenêtres de même grandeur et d'une autre plus étroite. Dans le comble, la grande lucarne s'étend sur la largeur d'une travée. L'allège des quatre petites fenêtres carrées juxtaposées en continu est ornée du même colombage en grille que celui du reste de la façade.

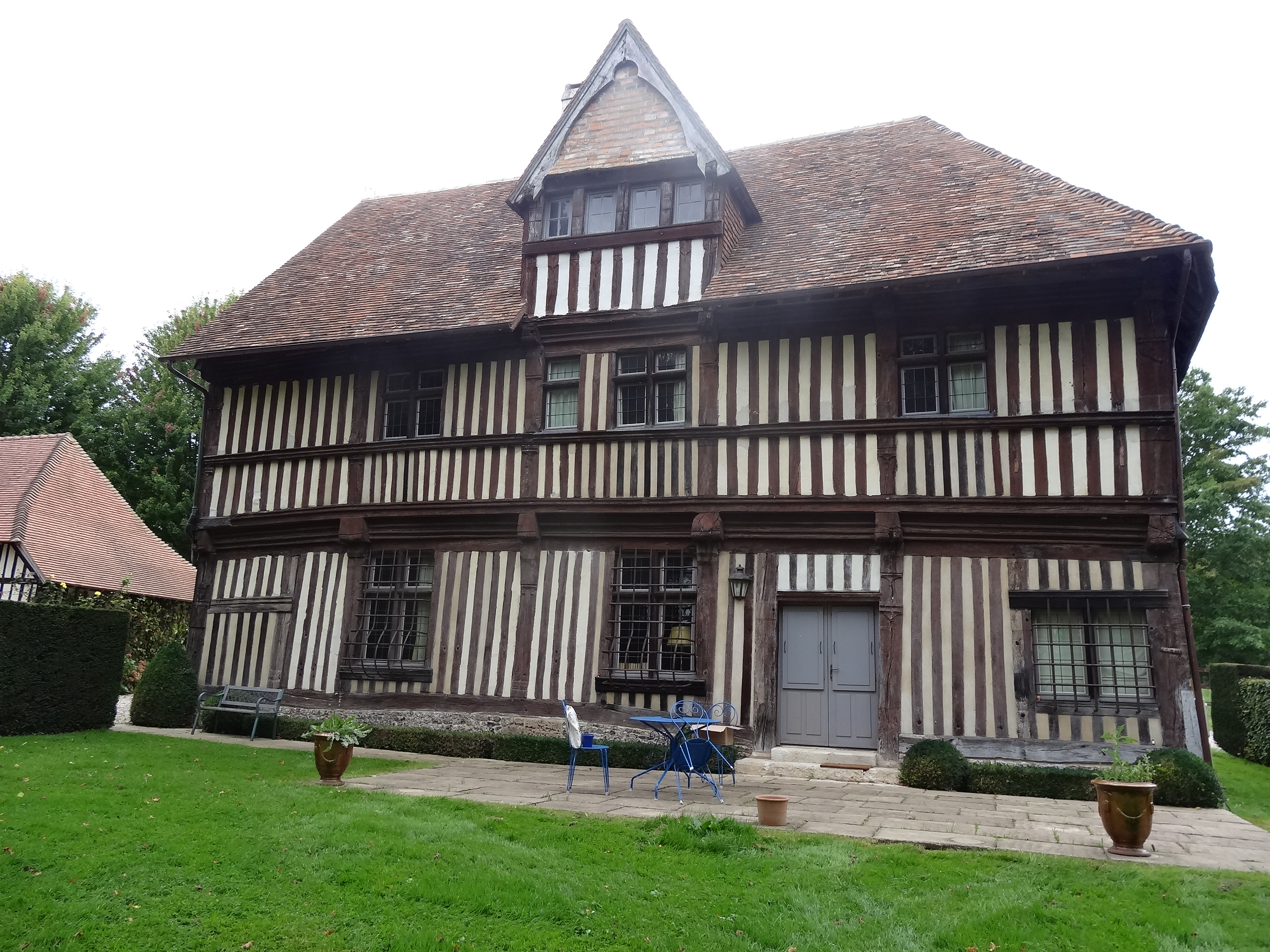
Façade principale qui donnait accès au logis à l'origine
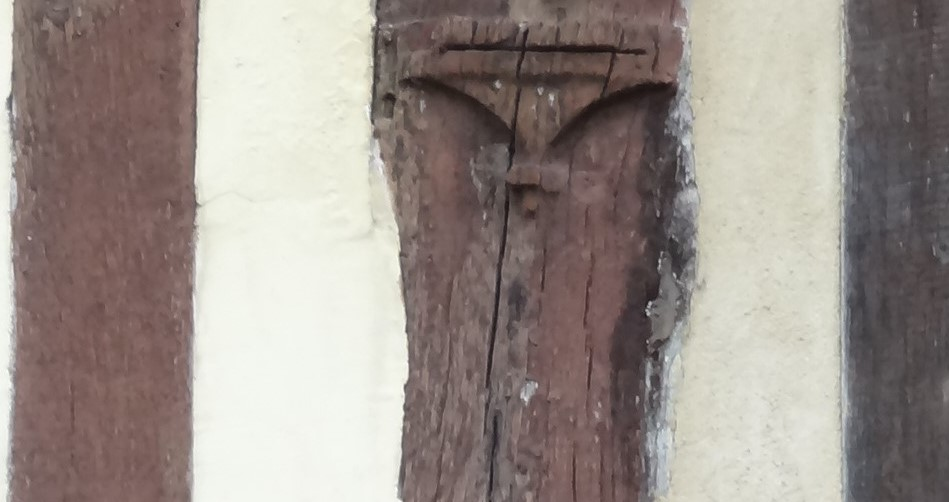
Culot sculpté d'un motif fin XVe siècle ou début XVIe siècle
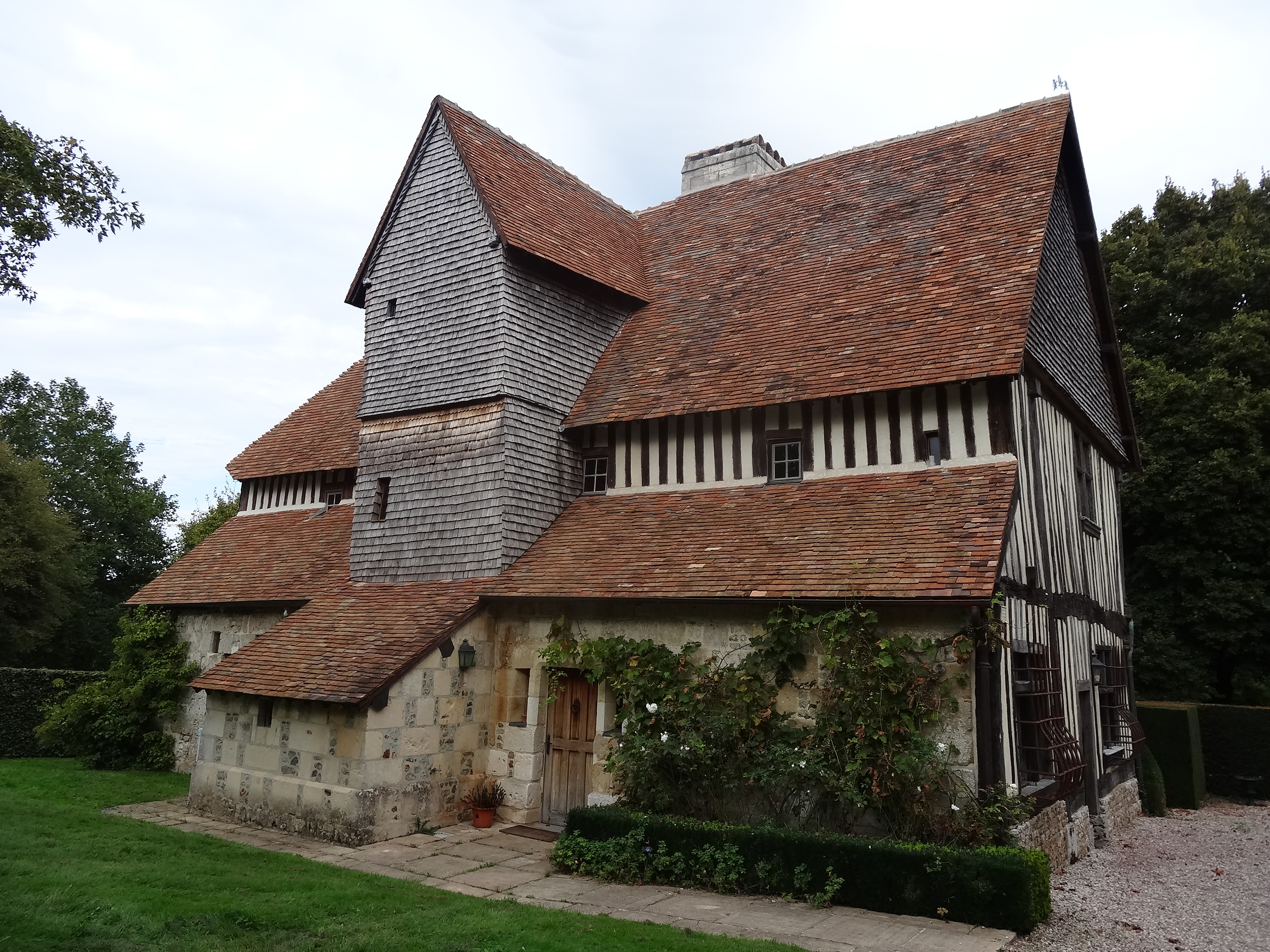
Façade ouest, tour à l'escalier et ancienne galerie

#### La façade ouest
Une tour carrée hors œuvre à toit en bâtière est couverte d'un essentage de bois. Placée au milieu de la façade elle renferme un escalier en vis qui desservait une galerie. Cette galerie a laissé la place à un couloir éclairé par trois petites fenêtres visibles entre la toiture de la maison et les pans de toit des appentis aux murs en damier de pierre et silex. Les logis du pays d'Auge construits entre le XVe siècle et le XVIe siècle comportaient souvent une galerie d'étage très vite destinée à être transformée en espace de circulation fermé, comme c'est aussi le cas au manoir de Courson.

### Les dépendances
La grange, l'étable et l'écurie-charretterie, restaurées, ont gardé leur caractère initial.
Le pressoir du XVIIe siècle a disparu dans les années 1990.